# Lozuvatka, Krîvîi Rih
Lozuvatka (în ucraineană Лозуватка) este localitatea de reședință a comunei Lozuvatka din raionul Krîvîi Rih, regiunea Dnipropetrovsk, Ucraina.

## Demografie
Componența lingvistică a localității Lozuvatka
     Ucraineană (93,43%)
     Rusă (5,87%)
     Alte limbi (0,16%)
Conform recensământului din 2001, majoritatea populației localității Lozuvatka era vorbitoare de ucraineană (93,43%), existând în minoritate și vorbitori de rusă (5,87%).